# Konganaikandoddi, Sindhnur
Konganaikandoddi là một làng thuộc tehsil Sindhnur, huyện Raichur, bang Karnataka, Ấn Độ.